# Repräsentanz (Ökologie)
Repräsentanz ist eines der Kriterien, die im Naturschutz als Grundlage für die Ausweisung von Schutzgebieten dienen sollen (andere Kriterien sind z. B. „Seltenheit“, „Gefährdung“, „Vielfalt“). Zugrunde liegt die Überlegung, dass alle Aspekte der natürlichen Vielfalt auch innerhalb der Schutzgebiete repräsentiert und abgebildet werden sollten, um die gesamte Vielfalt erhalten zu können. Im Bundesnaturschutzgesetz findet sich im Paragraphen 1 „Ziele des Naturschutzes und der Landschaftspflege“ dazu die Aussage, dass „Lebensgemeinschaften und Biotope mit ihren strukturellen und geografischen Eigenheiten in einer repräsentativen Verteilung zu erhalten“ seien.

## Voraussetzungen und Anwendung
Erfassung und Bewertung von Lebensräumen finden auf einer Vielzahl von Maßstabsebenen statt, die sich auf unterschiedliche räumliche Skalen beziehen. Um eine umfassende Repräsentanz festzustellen, muss jede Fläche sowohl geographisch abgegrenzt als auch nach ihren biologischen Eigenschaften umschlossen sein. Die Bewertung von Repräsentanz setzt voraus:
1. eine hierarchische Gliederung des Raumes in ökologische Einheiten (nach vorherrschender Vegetation etc.)
2. eine Definition der wesentlichen Merkmale der Einheiten
3. eine Methode zur Zuordnung von Flächen zu dieser Einheit (reale Abgrenzung durch Höhengradienten, Nutzungsgrenzen (z. B. bei landwirtschaftlichen Flächen) etc.)
4. ein Verfahren zur Bewertung von Repräsentanz

Auf kontinentaler Ebene werden meist großräumigere geographische Kartiereinheiten gebildet. Auf regionaler und lokaler Ebene sind Gradienten der Variationen von Umweltfaktoren (Wasserverfügbarkeit, Temperatur, Licht etc.) die meist verwendete Einteilung. Die direkte Gradientenanalyse ist ein einfaches graphisches Verfahren für die Untersuchung von kleinräumiger Variabilität mehrerer Merkmale. Sie wird meist unter Einsatz von statistischen Verfahren angewandt.